# La cura
La cura es el primer álbum de estudio de Arde la sangre. El mismo cuenta con catorce canciones, de las cuales cuatro de ellas («Hijos del Dolor», «Lástima», «Un Día de Furia» y «Fuego del Cielo») ya se encontraban en versión vivo en el EP El Comienzo (Live Session). Fue presentado de manera oficial el 12 de noviembre de 2021 en Buenos Aires, en el marco del Tour La Cura.
Posee tres singles, «Ángel Bastardo», «Modo Perverso» y «Rojo», cada uno con su respectivo videoclip.
El álbum recibió críticas positivas por parte de la prensa especializada y el público en general, quienes han destacado el sonido, por ser algo diferente a lo que venían haciendo cada uno de los integrantes en sus proyectos anteriores, como así también las composiciones y la interpretación de los músicos.

## Composición
La cura consta de catorce canciones. El álbum fue compuesto durante la cuarentena ocasionada por el COVID-19. Cada integrante de la banda iba componiendo de forma individual, luego se pasaban los archivos de lo que cada uno grabó para ver cómo iba tomando forma el proyecto. Una vez finalizada la cuarentena, la banda pudo reunirse para grabar La cura en los estudios El Pie Recording Studios y Oceanía Records.

## Grabación
El álbum fue grabado entre los meses de abril y mayo del 2021 en El Pie Recording Studios y Oceanía Records. La mezcla estuvo a cargo de Luciano Farelli y la masterización fue realizada por Diego Warrior.
Para la grabación fueron utilizados los siguientes equipos y accesorios:
- Guitarras Valoy con modeladores digitales Quad Cortex de Neural DSP y micrófonos de Lake Pickups.

- Bajos Spector y Soame con pedales de Darkglass Electronics y micrófonos de Lake Pickups.

- Para ambos instrumentos se utilizaron cuerdas de D’addario, correas de Lamanta, cables de instrumento KWC y estuches de Iron Case Group.

## Canciones

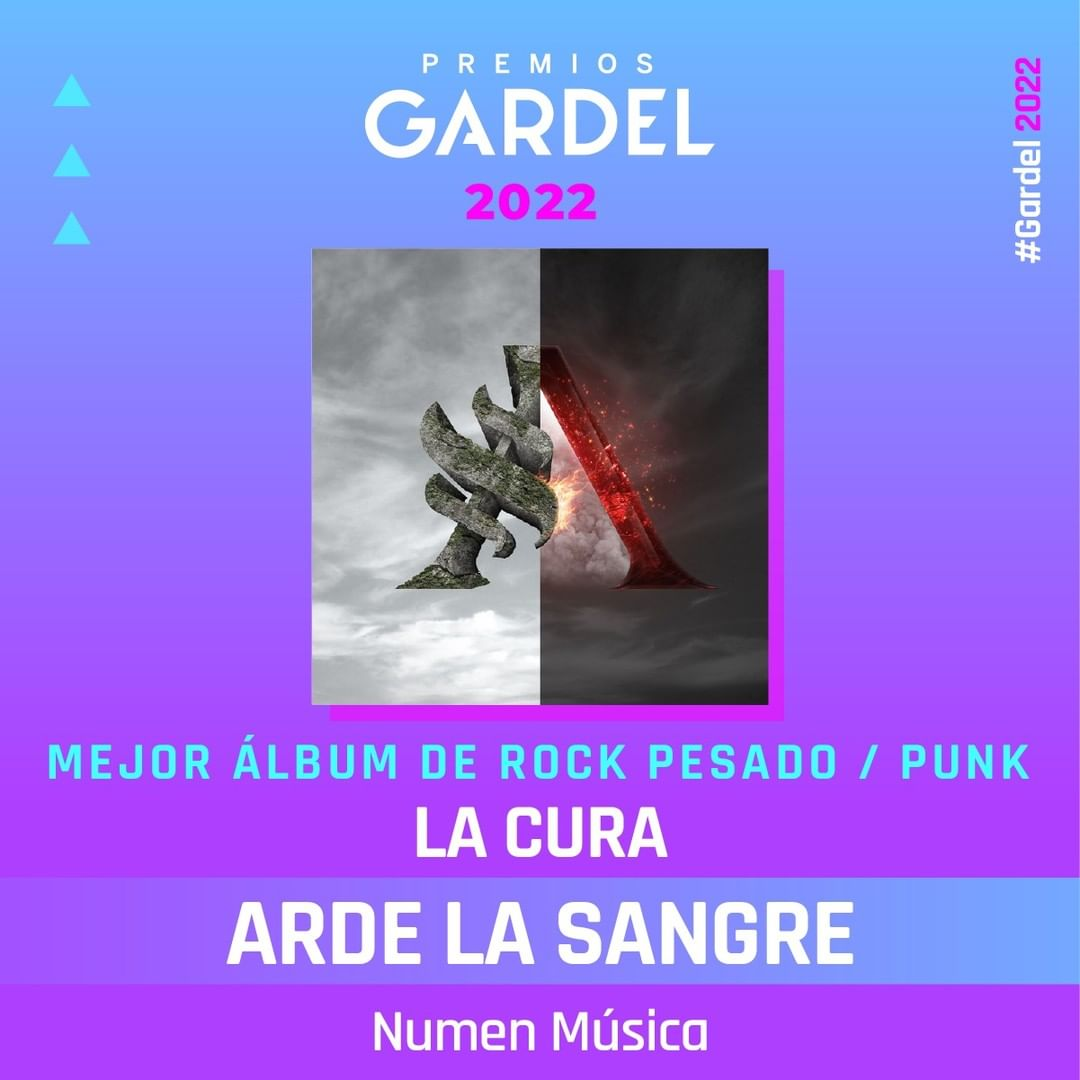
La Cura, Mejor Álbum de Rock Pesado. Premios Gardel 2022

## Canciones[6]
Todas las canciones escritas y compuestas por Marcelo Corvalán, Luciano Farelli, Ignacio Benavides, Hernán Langer. 
| N.º   | Título              | Duración |  |
| 1.    | «Rebelión»          | 4:44     |  |
| 2.    | «Todo es Vanidad»   | 4:30     |  |
| 3.    | «Modo Perverso»     | 4:22     |  |
| 4.    | «Industria Asesina» | 4:05     |  |
| 5.    | «Rojo»              | 4:28     |  |
| 6.    | «Rompe Cadenas»     | 4:01     |  |
| 7.    | «Fiebre»            | 3:20     |  |
| 8.    | «Ángel Bastardo»    | 4:07     |  |
| 9.    | «República Perdida» | 4:16     |  |
| 10.   | «Creo»              | 4:00     |  |
| 11.   | «Hijos del Dolor»   | 4:03     |  |
| 12.   | «Lástima»           | 4:46     |  |
| 13.   | «Un Día de Furia»   | 4:06     |  |
| 14.   | «Fuego del Cielo»   | 3:50     |  |
| 58:43 |                     |          |  |

## Premios y nominaciones
| Año  | Nominado | Galardón                          | Resultado | Ref.  |
| ---- | -------- | --------------------------------- | --------- | ----- |
| 2020 | La Cura  | Mejor Álbum de Rock Pesado / Punk | Ganador   | [ 7 ] |

## Miembros de la banda
| - Marcelo "Corvata" Corvalán: voz y bajo - Luciano Tano Farelli: guitarra, sintetizadores, programación y coros - Ignacio Nacho Benavides: batería - Hernán "Tery" Langer: guitarra y coros |